# JUGENE
JUGENE (Jülich Blue Gene) — суперкомп'ютер, побудований компанією IBM для Forschungszentrum Jülich, що знаходиться у Німеччині.

## Загальні відомості
Суперкомп'ютер JUGENE був заснований на Blue Gene/P. Blue Gene/P, друге покоління суперкомп'ютерів Blue Gene, що було представлене 26 червня 2007 компанією IBM. Розроблений для роботи з піковою продуктивністю в 1 петафлопс. Blue Gene/P може бути налаштований для досягнення пікової продуктивності більш, ніж 3 петафлопса. Крім того, він у сім разів більш енергетично ефективний ніж будь-які інші суперкомп'ютери. Blue Gene/P виконаний з використанням великої кількості невеликих, малопотужних чипів, що зв'язуються через п'ять спеціалізованих мереж. Згодом використовувався фармацевтичною компанією JUBL. При впровадженні суперкомп'ютер JUGENE був другий найшвидший комп'ютер у світі, і за місяць до його виведення з експлуатації в липні 2012 року він був на 25 місці в списку TOP500. Суперкомп'ютер знаходився у власності «Суперкомп'ютерного центру Jülich» (АТ) та Центру суперкомп'ютерів Гауса. Суперкомп'ютер фінансувався Forschungszentrum Jülich, штатом Північний Рейн-Вестфалія, Федеральним міністерством досліджень та освіти, а також Асоціацією гельмгольців Німецьких дослідницьких центрів. Керівник АТ Томас Ліпперт зазначив: 
|  | Унікальність суперкомп'ютера JUGENE - це низьке енергоспоживання в порівнянні з іншими суперкомп'ютерами, навіть при максимальній обчислювальної потужності |

 Blue Gene/P-System досягав близько 0,35 GFLOPS / Вт, і тому був на порядок більш ефективний, ніж звичайний суперкомп'ютер на базі x86, що призначався для аналогічних завдання.

## Blue Gene
Blue Gene — проект комп'ютерної архітектури, розроблений для створення декількох суперкомп'ютерів і спрямований на досягнення швидкості обробки даних, що перевищує 1 петафлопс. Вже успішно досягнута швидкість майже в 20 петафлопс. Є спільним проектом фірми IBM (Підрозділ Rochester MN і Дослідницький центр Томаса Ватсона), Ліверморської національної лабораторії, Міністерства енергетики США (яке частково фінансує проект) та академічних кіл. Передбачено чотири етапи проекту: Blue Gene/C, Blue Gene/L, Blue Gene/P і Blue Gene/Q.

## Характеристики
Суперкомп'ютер JUGENE мав 65,536 ядер PowerPC 450, що працювали на частоті 850 МГц і розміщені в 16 шафах. Суперкомп'ютер досягав пікової потужності обробки 222,8 TFLOPS. З офіційним LINPACK benchmarks рейтингом 167,3 TFLOPS (Rmax) JUGENE займав друге місце в цілому і був найшвидшим цивільним / комерційним комп'ютером у списку TOP500 листопада 2007 року.

## Застосування
Суперкомп'ютер JUGENE використовувався для:
- вирішення широкого кола наукових завдань;
- дослідження в області паливних технологій;
- передбачення і моделювання погодних умов;
- обробки астрономічних даних і інших завдань, що вимагають величезної обчислювальної потужності.

## Модернізація
У лютому 2009 року було оголошено, що JUGENE буде модернізовано, щоб досягти продуктивності один петафлопс. Через пів року у червні 2009 року суперкомп'ютер JUGENE став першим суперкомп'ютером по продуктивності в Європі.
26 травня 2009 року було відкрито нове налаштування JUGENE. Суперкомп'ютер JUGENE містив:
- 294,912 ядер;
- 144 терабайт пам'яті;
- 6 петабайт пам'яті на 72 стійках.

Суперкомп'ютер JUGENE мав максимальну продуктивністю приблизно одного PetaFLOPS, він був у той час третім найшвидшим суперкомп'ютером у світі. Нова конфігурація також включала нову систему охолодження, яка суттєво зменшувала витрати на утримання.
Два передніх вузла JUGENE працювали із SUSE Linux Enterprise Server 10.